# Protosialis flammata
Protosialis flammata is een insect uit de familie Sialidae, die tot de orde grootvleugeligen (Megaloptera) behoort. De soort komt voor in Brazilië.